# 舟形橋
舟形橋（ふなかたばし）は、福島県二本松市の阿武隈川に架かる二本松市道舟形石トロミ線の道路橋である。

## 概要
- 全長 - 259.0 m
  - 主径間 - 66.4 m
- 幅員 - 8.0 m（車道部6.5 m、歩道部1.5 m）
- 構造 - 2径間鋼下路式連続ワーレントラス橋＋3径間連続鋼鈑桁橋
- 竣工 - 1989年（平成元年）[1][2]

二本松市街地の南西で一級河川阿武隈川を渡る。西詰は舟石、東詰は北トロミに位置し、橋のすぐ上流側で支流の杉田川が阿武隈川に合流する。東側では福島県道73号二本松金屋線と接続する交差点になっている。1989年に建設された全長259 mの橋であり、阿武隈川渡河部は下路式トラス橋、陸上部分は桁橋で構成されている。二本松市が管理する道路橋梁の中では最も長い。施工は栗本鉄工所（現IHIインフラシステム）、丸誠重工業（2001年破産）、横河ブリッジ。阿武隈川左岸の八万舘工業団地と右岸の平石高田工業団地を連絡している。
当橋梁南東側には、阿武隈川の河川改修工事の際に発見された縄文時代から鎌倉時代にかけての遺跡（トロミ遺跡）が広がっている。

## 周辺
- 福島県道73号二本松金屋線
- 善應寺
- 舟石集会所
- トロミ集会所

## 隣の橋
- 阿武隈川

（上流） - 菅田橋 - 舟形橋 - 高田橋 - 下流